# تكما
تكما شركة للأجهزة المنزلية والإلكترونية تأسست بعد 2005 في العراق، ويقع المركز الرئيسي في مدينة النجف بعد أن نقل فرع الشركة من بغداد إلى النجف، وتعمل الشركة لتجميع الأجهزة في العراق للحصول على اجود المواصفات، ومن الأجهزة التي تم تجميعها هي مكيفات الصحراويه وبعض الأجهزة المنزلية واجهزتهم حاصله على شهاده الجودة من الشركة الفرنسية فيرتاس، وتستعد الشركة لتصدير المنتجات إلى دول الخليج العربي وإيران في القريب العاجل، ورغم الظروف التي يمر بها البلد ولكن وفرت الشركة عدت أمور تفتخر بها وهي تشغيل العمالة وتوفير أجهزة ذات مواصفات بيئية عالميه وموفره للطاقه حيث عملت على توفير أكثر من أربع وثمانون مليون واط خلال سبع سنوات.